# Arnaud Coyot
Arnaud Coyot (* 6. Oktober 1980 in Beauvais; † 24. November 2013 in Amiens) war ein französischer Radrennfahrer.
Arnaud Coyot begann seine Profikarriere 2003 bei dem französischen Radsportteam Cofidis. In seinem zweiten Jahr gewann er dort den Baltic Open-Tallinn Grand Prix in Estland. 2005 wurde er überraschender Zehnter bei Paris–Roubaix. In der folgenden Saison wurde er in Marseille Vierter beim Grand Prix d’Ouverture La Marseillaise, Sieger beim Classic Haribo und erreichte bei seiner ersten Tour-de-France-Teilnahme den 130. Platz in der Gesamtwertung.
Aufgrund anhaltender Knieprobleme beendete Coyot seine Karriere nach der Saison 2012, sein Vertrag mit Accent Jobs-Wanty für 2013 wurde aufgelöst.
Er starb am 24. November 2013 in Amiens an den schweren Kopfverletzungen nach einem Autounfall in der Gemeinde Allonne als Insasse eines Autos, über das der Fahrer Guillaume Levarlet die Kontrolle verloren hatte. Levarlet sowie der ebenfalls mitfahrende Sébastien Minard überlebten den Unfall unverletzt.

## Erfolge
2003
- Baltic Open-Tallinn Grand Prix

2006
- Classic Haribo

## Platzierung bei den Grand Tours
| Grand Tour            | 2004 | 2005 | 2006 | 2007 | 2008 | 2009 | 2010 | 2011 | 2012 |
| --------------------- | ---- | ---- | ---- | ---- | ---- | ---- | ---- | ---- | ---- |
| Giro d’ItaliaGiro     | −    | −    | −    | −    | −    | −    | −    | −    | −    |
| Tour de FranceTour    | −    | −    | 129  | −    | 115  | 115  | −    | 148  | −    |
| Vuelta a EspañaVuelta | DNF  | 112  | −    | −    | −    | −    | −    | −    | −    |

## Teams
- 2002–2006 Cofidis-Le Crédit par Téléphone
- 2007 Unibet.com
- 2008–2010 Caisse d’Epargne
- 2011–2012 Saur-Sojasun